# Peter, Sue & Marc
Peter, Sue & Marc foi uma banda  suíça da cidade de Berna. Os membros eram:  Peter Reber (n. 1949, voz / piano / guitarra), Sue Schell (n. 1950, voz), e Marc Dietrich (n.1948, voz / guitarra). Eles representaram a Suíça no  Festival Eurovisão da Canção  por quatro vezes (e em  quatro línguas diferentes francês no Festival Eurovisão da Canção 1971, inglês no Festival Eurovisão da Canção 1976, alemão no Festival Eurovisão da Canção 1979 e italiano no Festival Eurovisão da Canção 1981) e venderam mais de 2 milhões de discos na Suíça. Eles realizaram vários concertos em diversos países como a Alemanha, Áustria, e Japão. O seu maior sucesso foi  "Cindy" em 1976.
A canção  "Birds of paradise" (Aves do Paraíso) foi um grande sucesso na Eslováquia em 2006.Inicialmente, foi tocado num funeral das vítimas de um acidente de um avião militar e de seguida as pessoas começaram a pedir que a canção fosse tocada nas rádios.

## Discografia

### Álbuns
- Weihnachten - Noël - Natale - Christmas (1975)
- Peter, Sue & Marc (1976)
- Songs International (1976)
- Mountain Man & Cindy (1977)
- Deutsche Originalaufnahmen (1977)
- Unsere Lieblings-Songs aus dem Fernsehkleintheater (1978)
- Tom Dooley (1978)
- By Airmail (1979)
- Birds Of Paradise / Ciao Amico (1980)
- The Best Of Peter, Sue & Marc (1981)
- Das grosse Abschiedskonzert - Live (1981)
- diverse weitere "Best Of..." nach 1981 (z.B. Gold 1 & 2 / Ihre Lieder Ihre Hits)
- Hits International (2005)
- The Legend (2007 - Doppel-CD + DVD Set)

## Singles
- Les illusions de nos 20 ans (1971)
- Zigeuner (1975)
- Ein neuer Tag (1975)
- Djambo Djambo (1976)
- Like a Seagull (1976)
- Cindy (1976)
- Mountain Man (1977)
- Memory Melody (1977)
- Charlie Chaplin (1978)
- Tom Dooley (1979)
- Trödler & Co. (1979)
- Columbus (1979)
- Scotty Boy (1979)
- Jerusalem (1979)
- Ciao Amico (1980)
- Love will find a way (1980)
- Birds Of Paradise (1980)
- The Last Bolero (1980)
- Io senza te (1981)
- Amazonas (1981)